# Szczepki (przystanek kolejowy)
Szczepki – przystanek kolejowy w Szczepkach, w województwie podlaskim, w Polsce. Według klasyfikacji PKP ma kategorię dworca lokalnego.

## Ruch pasażerski
| Rok  | Wymiana pasażerska na dobę |
| ---- | -------------------------- |
| 2017 | 0-9                        |
| 2022 | 0-9                        |